# Брубно
Брубно (хорв. Brubno) — населений пункт у Хорватії, у Сисацько-Мославинській жупанії у складі міста Глина.

## Населення
Населення за даними перепису 2011 року становило 4 осіб.
Динаміка чисельності населення поселення:

## Клімат
Середня річна температура становить 10,33 °C, середня максимальна – 23,96 °C, а середня мінімальна – -5,24 °C. Середня річна кількість опадів – 1158 мм.
| Клімат поселення                              | Клімат поселення | Клімат поселення | Клімат поселення | Клімат поселення | Клімат поселення | Клімат поселення | Клімат поселення | Клімат поселення | Клімат поселення | Клімат поселення | Клімат поселення | Клімат поселення | Клімат поселення |
| Показник                                      | Січ.             | Лют.             | Бер.             | Квіт.            | Трав.            | Черв.            | Лип.             | Серп.            | Вер.             | Жовт.            | Лист.            | Груд.            |                  |
| Середній максимум, °C                         | 7,33             | 8,27             | 12,32            | 16,18            | 20,74            | 23,96            | 22,76            | 22,32            | 18,89            | 14,53            | 8,75             | 5,32             |                  |
| Середня температура, °C                       | 1,04             | 1,98             | 6,03             | 9,89             | 14,45            | 17,66            | 19,46            | 19,06            | 15,61            | 11,25            | 5,48             | 2,04             |                  |
| Середній мінімум, °C                          | −5,24            | −4,3             | −0,26            | 3,61             | 8,17             | 11,38            | 16,20            | 15,76            | 12,34            | 7,96             | 2,18             | −1,25            |                  |
| Норма опадів, мм                              | 71               | 73               | 82               | 98               | 99               | 106              | 100              | 99               | 106              | 109              | 120              | 95               |                  |
| Середньомісячна швидкість вітру, м/с          | 1.72             | 1.85             | 2.20             | 2.12             | 1.96             | 1.76             | 1.70             | 1.60             | 1.60             | 1.72             | 1.81             | 1.83             |                  |
| Середньомісячна сонячна радіація, кДж/м²·день | 4430             | 7129             | 10737            | 15132            | 19199            | 21268            | 22457            | 19468            | 14419            | 9216             | 4872             | 3665             |                  |
| --------------------------------------------- | ---------------- | ---------------- | ---------------- | ---------------- | ---------------- | ---------------- | ---------------- | ---------------- | ---------------- | ---------------- | ---------------- | ---------------- | ---------------- |
| Джерело:                                      |                  |                  |                  |                  |                  |                  |                  |                  |                  |                  |                  |                  |                  |